# Carinascincus coventryi
Niveoscincus coventryi är en ödleart som beskrevs av  Rawlinson 1975. Niveoscincus coventryi ingår i släktet Niveoscincus och familjen skinkar. Inga underarter finns listade i Catalogue of Life.